# William Marlowe
William Marlowe, auch William Marlow (* 25. Juli 1930 in London als William James Marlowe; † 31. Januar 2003 in Carmarthen, Carmarthenshire, Wales) war ein britischer Schauspieler, der in internationalen Filmproduktion zumeist in Nebenrollen agierte. Er spielte in über 60 Kino- und Fernsehfilmen und Fernsehserien mit.

## Leben und Karriere
William Marlowe, geboren 1930 in London, diente in der Fleet Air Arm und hoffte auf eine Karriere als Schriftsteller, bevor er eine Ausbildung als Schauspieler am Royal Academy of Dramatic Art machte. Als britischer Charakterdarsteller mit deutlich pockennarbige Gesicht, wurde er oftmals auf dem Bildschirm als Polizist oder Militär eingesetzt. Hauptsächlich sah man ihn in kleineren Nebenrollen in internationalen Kinoproduktionen wie in Kennwort ’Schweres Wasser’, in Peter Yates’ Überfall, in Der Untergang des Sonnenreiches von Regisseur Irving Lerner. Anschließend in Étienne Périers Zeppelin, in den 1980er Jahren in Großproduktionen wie Hugh Hudsons Revolution oder Richard Attenboroughs Schrei nach Freiheit.
Eine Hauptrolle spielte er 1968 als Martin Ray neben Wolfgang Kieling und seiner späteren Ehefrau Catherine Schell in der britischen Produktion Amsterdam Affair von Gerry O’Hara.
Seine bekannteste Rolle hatte Marlowe in der britischen Fernsehserie The Chief. Andere Rollen waren Sir Guy of Gisbourne in Die Legende von Robin Hood (1975), A Family at War (1970–72), DCI Bill Russell in The Gentle Touch (1980–84), und Harry Mailer in der Doctor Who Folge The Mind of Evil (1971), sowie als Lester in der Folge Revenge of the Cybermen (1975).
William Marlowe war zwei Mal verheiratet. Von 1968 bis 1977 mit der Schauspielerin Catherine Schell und von 1979 bis zu seinem Tod im Jahr 2003 mit Kismet Delgado. Er war der Schwager von Hildegard Knef und Paul von Schell.

## Filmografie (Auswahl)
- 1960: Einst ein Held (Tunes of Glory)
- 1962: Das Netz (A Prize of Arms)
- 1963: A Place to Go
- 1965: Kennwort ’Schweres Wasser’ (The Heroes of Telemark)
- 1967: Überfall (Robbery)
- 1968: Amsterdam Affair
- 1969: Mit Schirm, Charme und Melone (The Avengers) (Fernsehserie, 1 Folge)
- 1969: Der Untergang des Sonnenreiches (The Royal Hunt of the Sun)
- 1969: Where’s Jack?
- 1970–1973 Task Force Police (Softly Softly Task Force) (Fernsehserie, 2 Folgen)
- 1971: Die 2 (Fernsehserie, 1 Folge)
- 1971: Zeppelin
- 1971: Journey to Murder
- 1971: The Snow Goose (Fernsehfilm, 1 Folge)
- 1971–1975: Doctor Who (Fernsehserie, 9 Folgen)
- 1972: Callan (Fernsehserie, 1 Folge)
- 1973: Thriller (Fernsehserie, 1 Folge)
- 1976: Nosey Dobson
- 1985: Revolution
- 1987: Schrei nach Freiheit (Cry Freedom)
- 1991: EastEnders (Fernsehserie, 3 Folgen)